# مرجان يوغوفيتش
مرجان يوغوفيتش هو لاعب كرة قدم صربي في مركز الهجوم، ولد في 26 أغسطس 1983 في كروشيفاتس في صربيا. لعب مع جيلييزنيتشار ساراييفو وملادوست لوتشاني ونابريداك كروشيفاتس ونادي الاتحاد ونادي البسيتين ونادي زيتا غلوبوفاك.

## وصلات خارجية
- مرجان يوغوفيتش على موقع قاعدة بيانات كرة القدم.إي يو (الإنجليزية)
- مرجان يوغوفيتش على موقع Soccerway.com (الإنجليزية)